# Пеския, Наталио
Наталио Пеския(исп. Natalio Agustín Pescia; (1 января 1922 года, Авельянеда, Аргентина — 11 ноября 1989 года, там же) — аргентинский футболист, полузащитник.

## Клубная карьера
Наталио начал свою футбольную карьеру в 1942 году в составе «Бока Хуниорс», с которым уже в 1943 году стал чемпионом Аргентины, а год спустя сумел защитить это звание, опередив «Ривер Плейт». Следующее чемпионство покорилось Пеския только под конец его карьеры, в 1954 году.
В 1956 году Наталио завершил карьеру, проведя за 14 лет в «Бока Хуниорс» 347 матчей в чемпионате Аргентины. По этому показателю он занимает 6 место в истории клуба.
После завершения карьеры баллотировался на пост президента «Бока Хуниорс», но проиграл Альберто Хосе Армандо.

## Карьера в сборной
Пеския был включён в состав сборной Аргентины на чемпионат Южной Америки 1945, однако ни одного матча на турнире, ставшем победным для аргентинцев, не провёл. В 1946 году Наталио провёл четыре из пяти матчей своей сборной на южноамериканском чемпионате и второй год подряд завоевал золотые медали. На 1947 Пеския принял участие в 6 матчах, аргентинцы в 3 раз за 3 года стали чемпионами. Всего в составе национальной команды Наталио провёл 12 встреч.

## Достижения
Бока Хуниорс
- Чемпион Аргентины (3): 1943, 1944, 1954

 Сборная Аргентины
- Чемпион Южной Америки (3): 1945, 1946, 1947